# Barnave
Barnave ist eine französische Gemeinde im Département Drôme in der Region Auvergne-Rhône-Alpes. Sie gehört zum Arrondissement Die und zum Kommunalverband Diois.

## Geographie
Die 216 Einwohner (1. Januar 2022) zählende Gemeinde Barnave liegt in der Naturlandschaft und historischen Region Diois, etwa 13 Kilometer südlich von Die in einem Seitental der Drôme, einem Nebenfluss der Rhône. Im Nordosten hat das Gemeindegebiet von Barnave einen kleinen Anteil am Drômetal. Das in West-Ost-Richtung verlaufende Tal der Barnavette. in dem Barnave liegt, wird im Norden, Westen und Süden von Bergkämmen flankiert, die im Norden die 800 m, im Westen und Süden die 1000-m-Marke übersteigen. Die höchste Erhebung bildet im Südwesten die Bergkuppe La Pâle mit 1340 m über dem Meer.
Nachbargemeinden von Barnave sind Montmaur-en-Diois im Norden, Saint-Roman und Menglon im Nordosten, Recoubeau-Jansac im Osten, Aucelon im Süden, Pennes-le-Sec im Südwesten sowie Rimon-et-Savel im Westen.

## Geschichte
Die erste Erwähnung von Barnave stammt aus dem Jahr 1227 als Barnava. Man nimmt an, dass der Name eine Mischung keltischer und gallischer Wurzeln ist und so viel wie Höhe über steilem Tal bedeutet.

### Bevölkerungsentwicklung
| Jahr      | 1962 | 1968 | 1975 | 1982 | 1990 | 1999 | 2011 | 2021 |
| Einwohner | 143  | 117  | 109  | 119  | 125  | 155  | 170  | 213  |

Im Jahr 1846 wurde mit 334 Bewohnern die bisher höchste Einwohnerzahl ermittelt. Die Zahlen basieren auf den Daten von cassini.ehess und INSEE.

## Sehenswürdigkeiten
- katholische Kirche Mariä Himmelfahrt (Église Notre-Dame-de-l’Assomption)
- protestantische Kirche

## Wirtschaft und Infrastruktur
Hauptbeschäftigungszweig in Barnave ist der Weinbau. In Barnave gedeihen auf den nach Süden geneigten Hängen Trauben der Sorten Gelber Muskateller und Clairette Blanche. Die Reben in Barnave sind Teil der Clairette-de-Die-Appellation für Schaumweine. In der Gemeinde sind 19 Landwirtschaftsbetriebe ansässig (darunter 14 Winzer, des Weiteren Getreideanbau, Ziegen- und Schafzucht).
Im Nordosten von Barnave verläuft die Fernstraße von Crest über Die nach Gap bzw. nach Sisteron. Eine Straßenverbindung führt über den 1040 m hohen Col de Pennes in Richtung Südwesten. Die nächsten Bahnhöfe befinden sich in Die und Luc-en-Diois an der Bahnlinie Livron-Aspres-sur-Buëch.

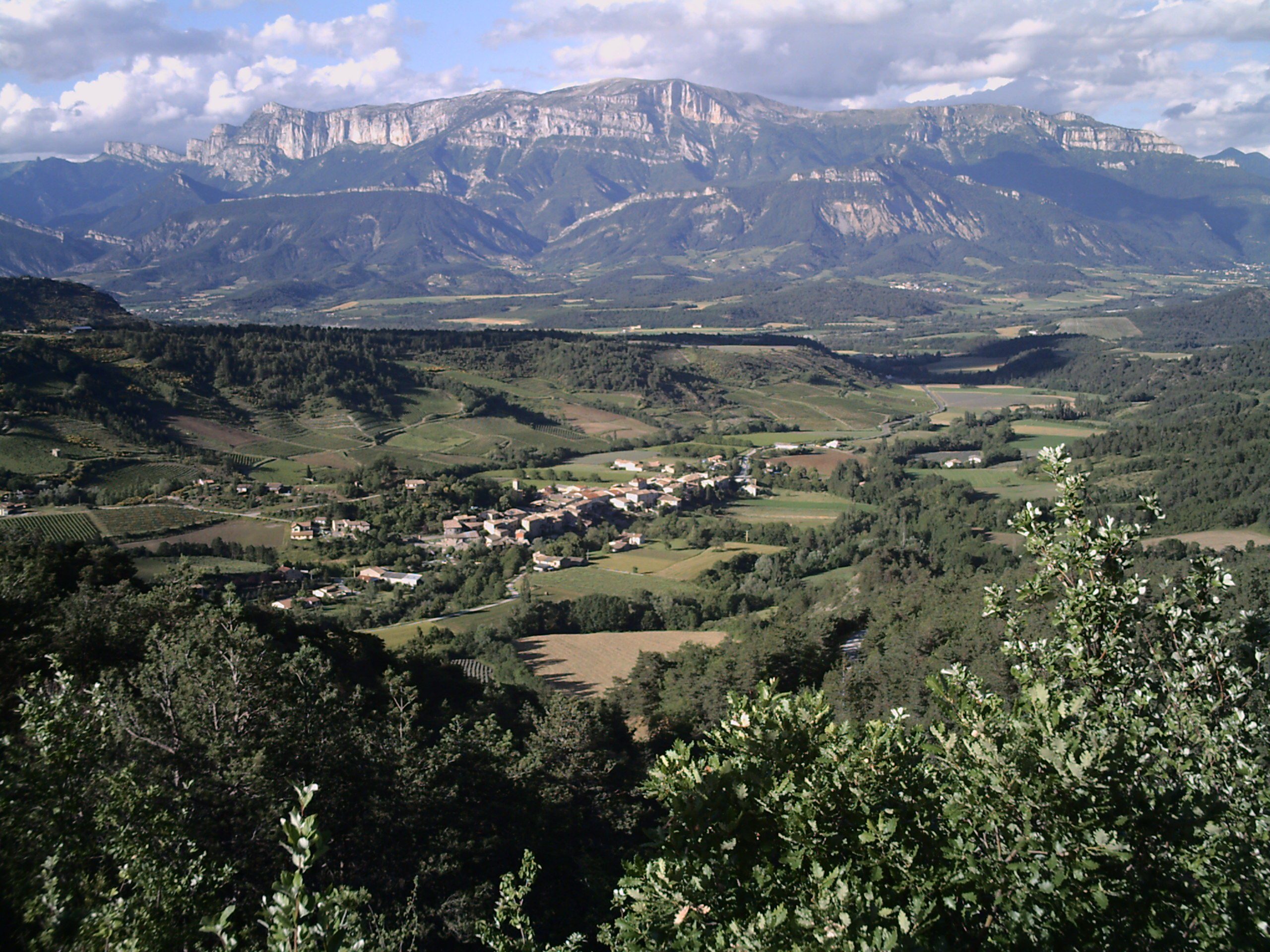
Blick auf Barnave, im Hintergrund das Karstmassiv Glandasse

## Belege
1. ↑   Archivlink (Memento vom 25. August 2013 im Webarchiv archive.today) Namensherkunft auf monsaintegreve.expertpublic.fr (französisch)
2. ↑  Barnave auf cassini.ehess
3. ↑  Barnave auf INSEE
4. ↑  Landwirtschaftsbetriebe auf annuaire-mairie.fr (französisch)